# Амброзије Александријски
Амброзије (умро 251), такође познат и као Амброзије из Александрије, био је Оригенов присан пријатељ и донатор.

## Биографија
Амброзије је живео у Александрији у Оригеновом времену (185—254), био је један богат и угледан дворски службеник, његови тачни подаци рођења су непознати.
Припадао је једном гностичком правцу, али благодарећи Оригеновом утицају постаје присталица православља.. Од тада, постаје Амброзије Оригенов присни пријатељ.

## Подржавање Оригена
Амброзије је за Оригена организовао и плаћао седам брзих писара и седам преписивача, и поред тога још неколико улепшавајућих писара (калиграфа). Када се његов пријатељ Ориген припремао да започне рад на „Хексапли“, једно упоређивање старог хебрејског текста Старога завета с разним грчким преводима, Амброзије се није уплашио никаквих финансијских инвестиција да би га снабдео са одговарајућим писмима и књигама, већ га је на том раду бодрио и чврсто подржавао. 

## Амброзијево хапшење и мученичка смрт
Када је Ориген био прогнан 232. године у Цезареју пратио га је и његов пријатељ Амброзије, који је тамо постао Ђакон, и током прогањања хришћана под владавином римског цара Максимин Дајом (235—238) због признавања хришћанске вере, Амброзије бива ухапшен и бачен у тамницу. Амброзије је умро пре Оригена 251. године.